# Лісове (Камінь-Каширський район)
Лі́сове — село в Україні, у Маневицькій селищній громаді Камінь-Каширського району Волинської області. Населення становить 459 осіб.

## Історія
12 червня 2020 року, відповідно до розпорядження Кабінету Міністрів України № 708-р «Про визначення адміністративних центрів та затвердження територій територіальних громад Волинської області», село увійшло у склад Маневицької селищної громади.
19 липня 2020 року, в результаті адміністративно-територіальної реформи та ліквідації  Маневицького району, село увійшло до складу новоутвореного Камінь-Каширського району.

## Населення
Згідно з переписом УРСР 1989 року чисельність наявного населення села становила 555 осіб, з яких 247 чоловіків та 308 жінок.
За переписом населення України 2001 року в селі мешкало 555 осіб.
У 2024 році зареєстровано 459 осіб.

### Мова
Розподіл населення за рідною мовою за даними перепису 2001 року:
| Мова       | Відсоток |
| ---------- | -------- |
| українська | 99,46 %  |
| молдовська | 0,18 %   |
| російська  | 0,18 %   |

## Освіта
- Загальноосвітня школа I—II ступеня села Лісове.

Функціонує сільська бібліотека та клуб. Неподалік від села розташована ботанічна пам'ятка природи «Сосна звичайна».

## Медицина
- ФАП с. Лісове.

## Відомі люди
- Сєраковський Зиґмунт (1826—1863) — діяч польського визвольного руху. Уродженець села.
- Клець Іван Тарасович — заслужений художник України (2009). Уродженець села.

http://l-art.kiev.ua/klets-ivan-tarasovich-u [Архівовано 22 лютого 2020 у Wayback Machine.]
http://oknasocrealisma.com/authors/klec-ivan-tarasovich/ [Архівовано 22 лютого 2020 у Wayback Machine.]